# Verónica Undurraga
Verónica Undurraga Valdés (Santiago de Chile, 5 de octubre de 1967) es una abogada y profesora universitaria chilena. Desde el 6 de marzo fue miembro y presidenta de la Comisión Experta, organismo que se encargó de la redacción de un anteproyecto de nueva Constitución Política de la República, que posteriormente fue discutido por el Consejo Constitucional, en el marco del proceso constituyente de 2023.

## Biografía

### Primeros años y estudios
Nacida en Santiago de Chile el 5 de octubre de 1967, es hija del reconocido abogado Claudio Undurraga Abbott (1940-2022), socio fundador de Prieto Abogados y de la destacada ensayista Adriana Valdés, la primera mujer elegida como directora de la Academia Chilena de la Lengua y del Instituto de Chile.
Realizó sus estudios superiores en la Universidad de Chile, donde obtuvo su licenciatura en ciencias jurídicas y sociales en 1990. Posteriormente, en 1996, obtuvo la titulación de abogada por la Corte Suprema de dicho país. En 1995 cursó un Máster en Derecho (LLM) de la Universidad de Columbia. Posteriormente cursó el Diplomado en instituciones modernas del derecho de familia de la Universidad de Chile de 2001.
En 6 de septiembre de 2012, obtuvo la titulación de doctora en derecho de la Universidad de Chile con la tesis doctoral llamada Propuesta interpretativa del mandato de protección del que está por nacer bajo la constitución chilena en el contexto de la regulación jurídica del aborto, que tuvo como directora a la profesora Cecilia Medina, ex presidenta de la Corte Interamericana de Derechos Humanos.

### Carrera profesional
Entre los años 1992 y 2002 ejerce como abogada asociada en el bufete de abogados chileno Prieto y Compañía (hoy Prieto Abogados) en asuntos de derecho corporativo.
Posteriormente ejerce como secretaria académica del Programa de Doctorado de la Universidad de Chile entre los años 2002 y 2003, y fue directora del programa “Mujeres y Derechos Humanos”, en el Centro de Derechos Humanos de la Facultad de Derecho de la Universidad de Chile entre los años 2007 y 2011.
Durante el año 2010, ella fue visiting instructor y visiting scholar con beca Ford Global Fellowship en la Facultad de Derecho de la Universidad de Toronto (Canadá), donde impartió el curso Women Rights in Transnational Law en conjunto con la profesora Rebecca J. Cook.
Posteriormente ejerce como profesora de la Facultad de Derecho de la Universidad Adolfo Ibáñez (UAI) en el área de derecho constitucional desde 2011.
Fue jueza del Tribunal de Ética del Colegio de Abogados de Chile entre los años de 2012 y 2015.
En 2017, Verónica Undurraga fue consultora del Fondo de Población de las Naciones Unidas (UNPFA) y también del Human Rights Watch entre los años de 2017 y 2018.

### Carrera política
El 23 de enero de 2023 la Cámara de Diputadas y Diputados de Chile ratificó su candidatura, patrocinada por el Partido por la Democracia, como miembro de la Comisión Experta del proceso constituyente chileno del año 2023.
El lunes 6 de marzo —día de instalación de la Comisión Experta— fue electa presidenta de este organismo por la unanimidad de los integrantes, luego de un acuerdo administrativo dónde Undurraga presidiría la mesa directiva de la comisión, junto a Sebastián Soto como vicepresidente.

## Obras
- Aborto y protección del que está por nacer en la Constitución chilena (2013)